# Bengt Grottenfelt
Bengt Larsson Grottenfelt (född Grotte), född 1610 i Tunhems församling, Västergötland, död 19 april 1656 i Warschau, var en svensk adelsman och militär.

## Biografi
Bengt Grottenfelt föddes 1610 på Tunhems prästgård i Tunhems församling. Han var son till kyrkoherden Laurentius Andreæ Grotte och Lisa Torstensdotter. Grotte studerade år 1617 i Skövde och från 1629 till 1633 i Göteborg. Han blev 1640 kornett och 1643 löjtnant. År 1646 blev han ryttmästare vid Östgöta kavalleriregemente. Grotte adlades 8 februari 1651 till Grottenfelt och introducerades i Sveriges riddarhus 1652 som nummer 526. Han blev 8 november 1655 major vid Östgöta kavalleriregemente. Grottenfelt avled barnlös 1656 i Warschau och slöt därmed ätten.

### Familj
Grottenfelt gifte sig 26 februari 1653 med Christina Rosendufva. Hon var dotter till landshövdingen Carl Rosendufva av adelsätten Rosendufva i Skaraborgs län och Ingeborg Ribbing.